# Giuseppe Fonzi
Pour les articles homonymes, voir Fonzi.
Giuseppe Fonzi, né le 2 août 1991 à Pescara, est un coureur cycliste italien, des années 2010.

## Palmarès et classements mondiaux

### Palmarès
- 2008
  - 4e étape des Tre Giorni Orobica
- 2009
  - Piccola Tre Valli Varesine
- 2013
  - Medaglia d'Oro Pietro Palmieri
  - 3e du Trophée de la ville de Castelfidardo

### Résultats sur les grands tours

#### Tour d'Italie
2 participations
- 2017 : 161e
- 2018 : 149e

### Classements mondiaux
| Année           | 2013 | 2014 | 2015   | 2016 | 2017 |
| --------------- | ---- | ---- | ------ | ---- | ---- |
| UCI Europe Tour | 804e |      | 1 235e |      |      |
| UCI Asia Tour   |      |      |        |      | 102e |